# Bitetti Combat
Bitetti Combat es una organización brasileña de artes marciales mixtas (MMA) creado en 2002 por el dos veces campeón mundial de BJJ Amaury Bitetti. Considerada como una de las más importantes promociones de MMA en Brasil, tiene su sede en la ciudad de Río de Janeiro.
El evento inaugural, Bitetti Combat 1, se celebró el 28 de noviembre de 2002 en el Ginásio Humberto Nesi en Natal, Río Grande del Norte. El evento contó con 7 combates.